# Michelle Giudice
Michelle del Giudice Gouveia (São Paulo, 16 de janeiro de 1995) é uma atriz, dubladora e cantora brasileira. Muito conhecida por ser voz fixa da atriz Dove Cameron no Brasil.

## Biografia
Michelle começou a carreira artística na TV, aos 3 anos. Ela esteve ao lado da apresentadora Jackeline Petkovic, no programa Bom Dia & Cia, no SBT, interagindo em quadros de jogos e fazendo cenas, o que durou até seus 8 anos. De lá, foi para participações no humorístico A Praça É Nossa, no mesmo canal. Fez novela na TV Record. Aos 12 anos, fez um teste de locução para o canal infantil Discovery Kids, em um estúdio de dublagem. Foi quando viu a carreira de dar a voz a produções do entretenimento estrangeiras como algo mais sólido.
No ano de 2019, Michelle Giudice desenvolveu e lançou seu próprio curso de dublagem, passando a atuar também como professora de técnicas para dublagem, originalmente realizado de forma presencial. O curso teve duração de um ano e, em consequência da pandemia de Covid-19, tornou-se um curso online durante o primeiro semestre de 2020. 

## Dublagem

### Voz Original
| Ano  | Título                | Papel          |
| ---- | --------------------- | -------------- |
| 2019 | Turma da Mônica Jovem | Denise Dutra   |
| 2016 | Glitter Model         | Camille Window |

### Filmes
| Ano       | Título                                                      | Papel        | Atriz            |
| --------- | ----------------------------------------------------------- | ------------ | ---------------- |
| 2014      | 3 Dias para Matar                                           | Zooey Renner | Hailee Steinfeld |
| 2014      | Mamãe: Operação Balada                                      | Bridget      | Abbie Cobb       |
| 2014      | Alexandre e o Dia Terrível, Horrível, Espantoso e Horroroso | Emily Cooper | Kerris Dorsey    |
| 2015-2019 | Descendentes                                                | Mal Bertha   | Dove Cameron     |
| 2015-2019 | Descendentes 2                                              | Mal Bertha   | Dove Cameron     |
| 2015-2019 | Descendentes 3                                              | Mal Bertha   | Dove Cameron     |
| 2021      | O Predador: A Caçada                                        | Naru         | Amber Midthunder |

### Filmes de Animação
| Ano  | Título                        | Papel            | Voz Original       |
| ---- | ----------------------------- | ---------------- | ------------------ |
| 2017 | Your Name                     | Mitsuha Miyamizu | Mone Kamishiraishi |
| 2018 | My Hero Academia: Dois Heróis | Tooru Hagakure   | Kaori Nazuka       |
| 2020 | A Caminho da Lua              | Fei Fei          | Cathy Ang          |

### Séries
| Ano       | Título                                    | Papel                  | Atriz                   |
| --------- | ----------------------------------------- | ---------------------- | ----------------------- |
| 2013-2017 | Liv e Maddie                              | Liv e Maddie Rooney    | Dove Cameron            |
| 2014-20   | How to Get Away with Murder               | Michaela Pratt         | Aja Naomi King          |
| 2017-2020 | Anne with an E                            | Anne Shirley-Cuthberth | Amybeth McNulty         |
| 2017-2020 | 13 Reasons Why                            | Jessica Davis          | Alisha Boe              |
| 2016-2019 | Game of Thrones                           | Sansa Stark            | Sophie Turner           |
| 2019      | O Cristal Encantado: A Era da Resistência | Deet                   | Nathalie Emmanuel (voz) |
| 2022      | Rock Island Mysteries                     | Taylor Young           | Alexa Curtis            |

### Animes
| Ano     | Título                          | Papel          | Atriz            |
| ------- | ------------------------------- | -------------- | ---------------- |
| 2015-16 | Pokémon XY                      | Serena         | Mayuki Makiguchi |
| 2019-   | Mob Psycho 100                  | Tsubomi Takane | Uki Satake       |
| 2021-   | Kimetsu no Yaiba                | Kanao Tsuyuri  | Reina Ueda       |
| 2021-   | Boruto: Naruto Next Generations | Sumire Kakei   | Aya Endō         |

### Jogos
| Ano  | Título                             | Papel                    | Atriz              |
| ---- | ---------------------------------- | ------------------------ | ------------------ |
| 2020 | Avengers                           | Kamala Khan / Ms. Marvel | Sandra Saad        |
| 2023 | Resident Evil 4                    | Ashley Graham            | Genevieve Buechner |
| 2020 | Crash Bandicoot 4: It's About Time | Tawna                    | Ursula Taherian    |